# Wollbrandshausen

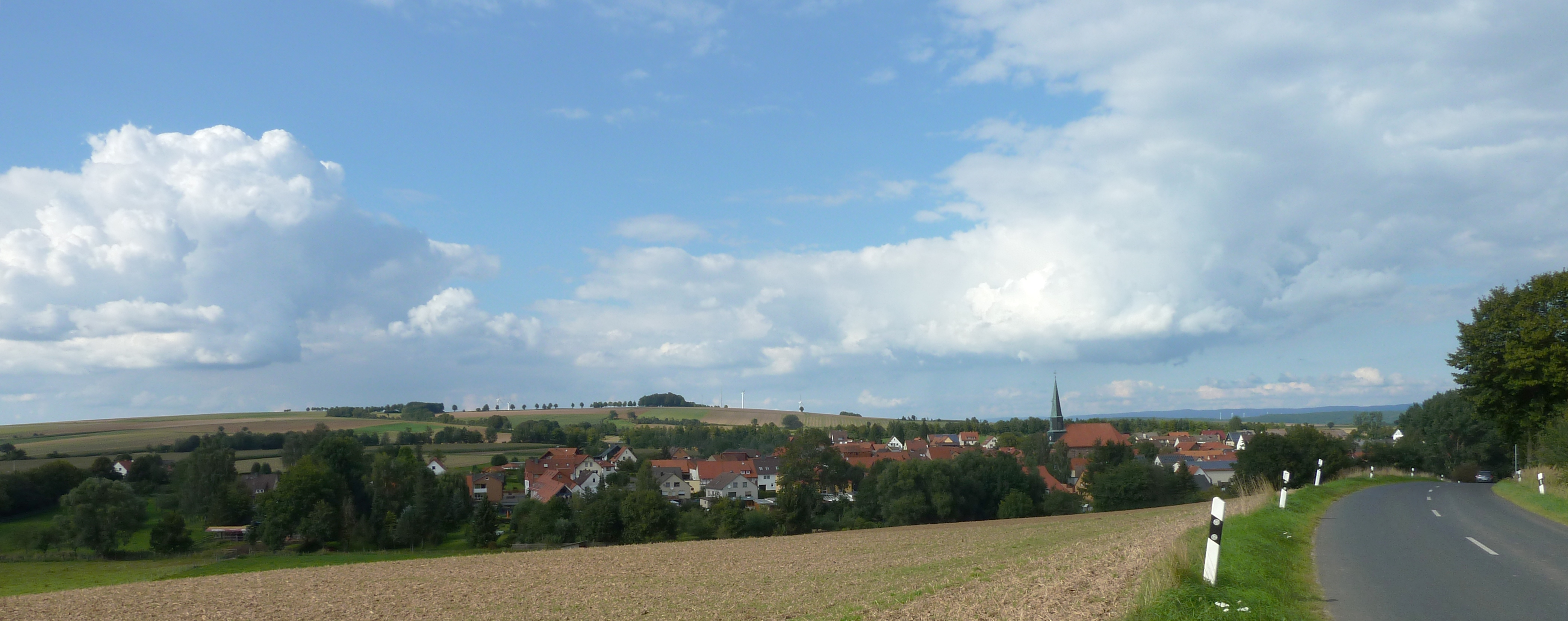
Ortsansicht auf Wollbrandshausen von Süden

Wollbrandshausen ist eine Gemeinde im Landkreis Göttingen in Niedersachsen.

## Geographie

### Geographische Lage
Wollbrandshausen liegt ungefähr 15 Kilometer östlich von Göttingen und 10 Kilometer nordwestlich von Duderstadt im Untereichsfeld und gehört der Samtgemeinde Gieboldehausen an, die ihren Verwaltungssitz in dem Flecken Gieboldehausen hat. Die Ortslage befindet sich mitten in der Goldenen Mark im Tal des Ellerbaches, nördlich liegt der Höherberg (242 m) und südlich der Brückenberg (200,7 m).

### Nachbargemeinden
Nachbargemeinden sind Krebeck im Westen, Bodensee im Nordwesten, Gieboldehausen im Nordosten und Seeburg mit Bernshausen im Süden.

### Einwohnerentwicklung
Entwicklung der Einwohnerzahl (ab 1821):
| - 1821 – 539 - 1939 – 558 - 1961 – 648 - 1970 – 662 - 1973 – 673 - 1986 – 611 | - 1996 – 678 - 2001 – 645 - 2010 – 625 - 2015 – 622 |

## Geschichte
Die erste urkundliche Erwähnung des Ortes Wollbrandshausen stammt aus dem Jahre 1156 als Wolberneshusen, wahrscheinlich ist der Ort jedoch wie die meisten Orte der Gegend älter. Eine auf 1105 datierte Ersterwähnungsurkunde, die eine vermeintliche Güterübertragung von Graf Dietrich von Katlenburg an das dortige Kloster dokumentieren soll, ist jüngeren Datums. Spätestens seit Mitte des 12. Jahrhunderts befanden sich Güter in Wollbrandshausen im Besitz der Grafen von Northeim und später im  Besitz von Heinrich den Löwen. Spätestens sei der Mitte des 14. Jahrhunderts zählte der Ort zum Amt Gieboldehausen und wurde im Jahre 1342, von den Braunschweiger Herzögen an das Erzstift Mainz verkauft.
Da Wollbrandshausen an der Grenze des Kurstaates und der Durchgangsstraße nach Göttingen lag, wurde es im 17. und 18. Jahrhundert besonders schwer von den Kriegsfolgen getroffen. So brannte man das Dorf im Dreißigjährigen Krieg, in den Jahren 1623 und 1626, zweimal nieder, während es im Siebenjährigen Krieg 1761 einen Gefechtsplatz zwischen Hannoveranern und Franzosen darstellte.
In der Gemarkung des Ortes entstand 1855 auf dem Höherberg, zu Ehren der Vierzehn Heiligen, eine Wallfahrtsstätte. Der Anlass lag in der, seit 1850 im Eichsfeld grassierenden Choleraepidemie, die in Wollbrandshausen mehr als 30 Todesopfer forderte. Die „Große Wallfahrt“ findet stets am zweiten Sonntag im Juli statt, während die „Kleine Wallfahrt“ auf den Sonntag nach dem 21. Juni fällt. Daneben findet am letzten Sonntag im September stets ein traditioneller Reitergottesdienst, zu Ehren des heiligen Eustachius, statt.
Die Keimzelle des Dorfes dürfte im Bereich der Kirche zu suchen sein. Die heutige katholische Kirche St. Georg wurde erst 1796 als klassizistischer Sandsteinbau errichtet.

## Politik

### Gemeinderat
Der Rat der Gemeinde Wollbrandshausen setzt sich aus neun Ratsfrauen und Ratsherren zusammen. Dies ist die festgelegte Anzahl für eine Gemeinde mit einer Einwohnerzahl zwischen 501 und 1000 Einwohnern, die Mitgliedsgemeinde einer Samtgemeinde ist. Die Ratsmitglieder werden durch eine Kommunalwahl für jeweils fünf Jahre gewählt. Die aktuelle Amtszeit begann am 1. November 2021 und endet am 31. Oktober 2026.
- CDU: 7 Sitze
- SPD: 1 Sitz
- Einzelbewerberin Bodmann: 1 Sitz

(Stand: Kommunalwahl am 12. September 2021)

### Bürgermeister
Ehrenamtlicher Bürgermeister ist seit 2016 Thorsten Freiberg (CDU). Erster stellvertretender Bürgermeister und zugleich Verwaltungsvertreter ist Heiko Schwedhelm (CDU); zweite stellvertretende Bürgermeisterin ist Heike Bodmann (SPD).

### Wappen
| Wappen von Wollbrandshausen | Blasonierung: „In Rot der heilige Georg auf sich aufbäumendem Ross, mit der Linken und Rechten seine Lanze in den geöffneten Rachen des Drachen stoßend. Reiter, Pferd und Drachen golden.“                                             |
| Wappen von Wollbrandshausen | Wappenbegründung: Das von Fritz Reimann aus Fuhrbach entworfene und vom niedersächsischen Ministerium des Inneren am 20. Januar 1951 genehmigte Wappen ist abgeleitet vom St. Georgs-Relief über dem Kirchenportal in Wollbrandshausen. |

## Kultur und Sehenswürdigkeiten

### Kirche St. Georg

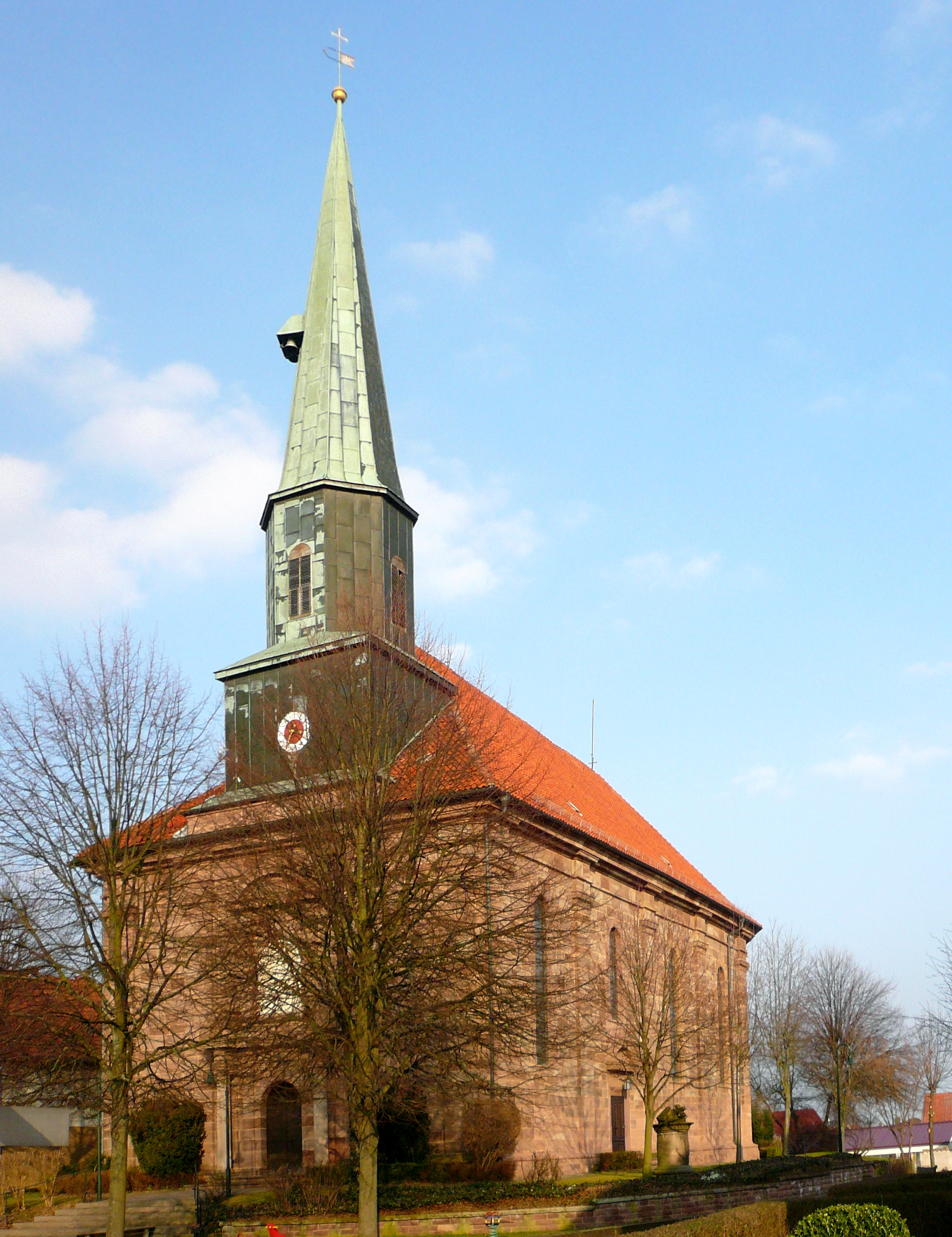
Klassizistische Kirche St. Georg

Eine der insgesamt vier klassizistischen Sakralbauten des Untereichsfelds ist die Wollbrandshäuser Kirche St. Georg, welche sich als Buntsandsteinbau mit polygonalem Chorschluss und dachreiterartigem, spitzem Turm mit Kupferbeschlag präsentiert. Um die Außenwände der Kirche verläuft eine gleichmäßige Gliederung durch Pilaster, die einerseits senkrechte Sockel- und anderseits waagerechte Kranzgesimse darstellen. Die Westfassade bildet einen zweistöckigen Portalaufbau, auf dem im höheren Teil eine Nische angebracht ist, in welcher sich eine Reliefdarstellung des heiligen St. Georg befindet.
Die Raumarchitektur des mit einem stichkappigen Spiegelgewölbe überspannenden Saales wird durch antikische Ornamentmotive, wie Zahnschnitt, Perlstab und Palmettenfries bestimmt. Sie sind an den gekröpften Gesimsen der Pilaster angebracht. An der Ostwand des Chors wurden Partien von einstmals überputzten Fresken freigelegt. Der Hauptaltar der Kirche stammt vom Goslarer Bildhauer Jobst Heinrich Lessen dem Jüngeren und wird auf das erste Drittel des 18. Jahrhunderts datiert. Früher befand sich der Altar in Henneckenrode, bis er 1862 nach Wollbrandshausen kam – vermutlich durch die Initiative des aus Duderstadt gebürtigen späteren Kardinals Georg Kopp, der zu dieser Zeit Vikar in Henneckenrode war.
Der Nebenaltar zeigt das Martyrium des heiligen Johannes von Nepomuk und steht stilistisch und farblich dem Hauptaltar entgegen. Im oberen Teil des Nebenaltars befinden sich zwei Bilder, welche zeitlich aufeinanderfolgend den Stoß des Heiligen von der Moldaubrücke und den im Wasser liegenden Heiligen abbilden. Weiterhin befindet sich in der Kirche eine spätgotische Mondsichelmadonna mit Kind, unter deren Rocksaum ein fratzenhaftes Mondgesicht hervorschaut. Seit dem 1. November 2014 gehört die Kirche zur Pfarrei St. Laurentius mit Sitz in Gieboldehausen.

### Wallfahrtskapelle zu den Vierzehn Heiligen Nothelfern

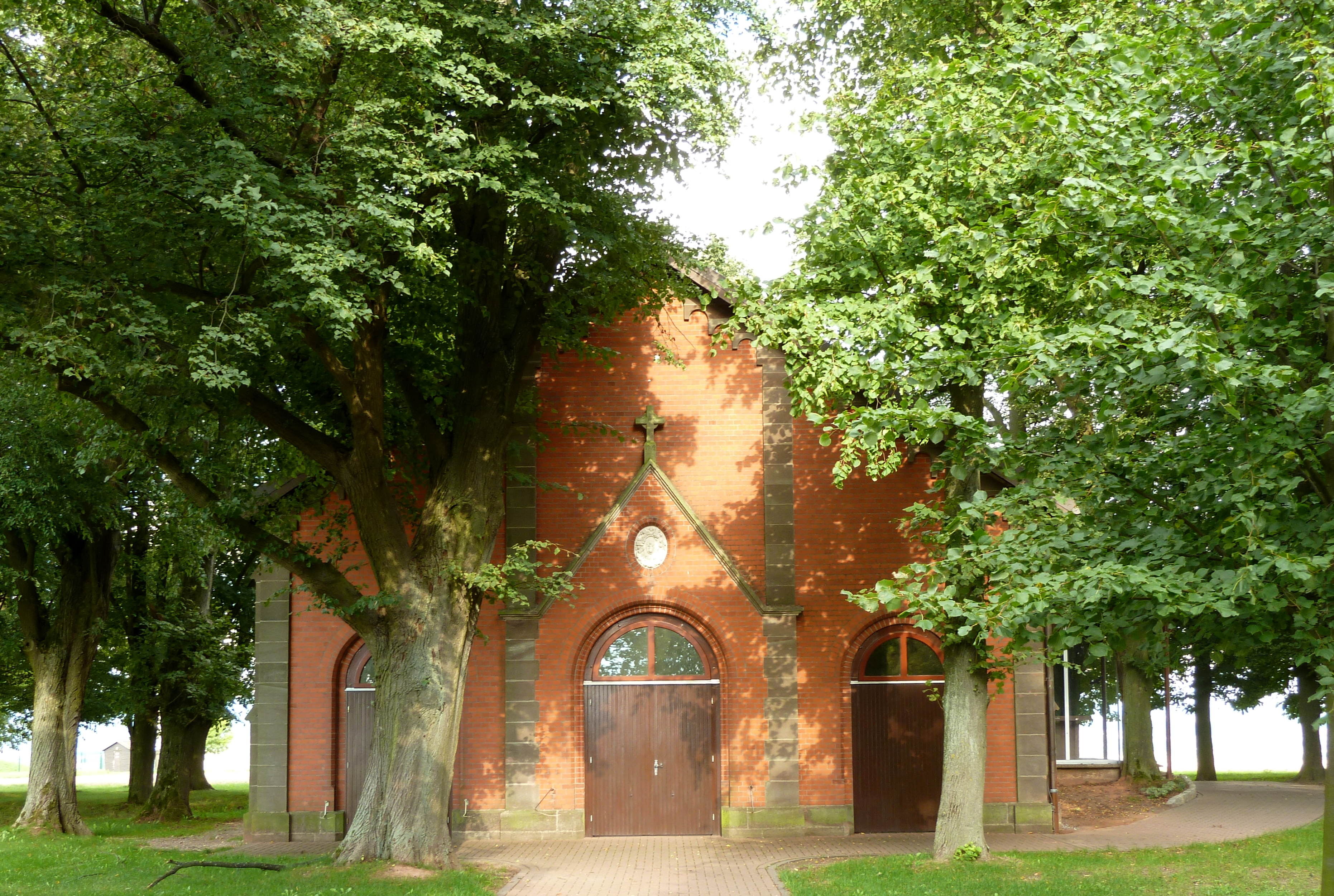
Wallfahrtskapelle auf dem Höherberg

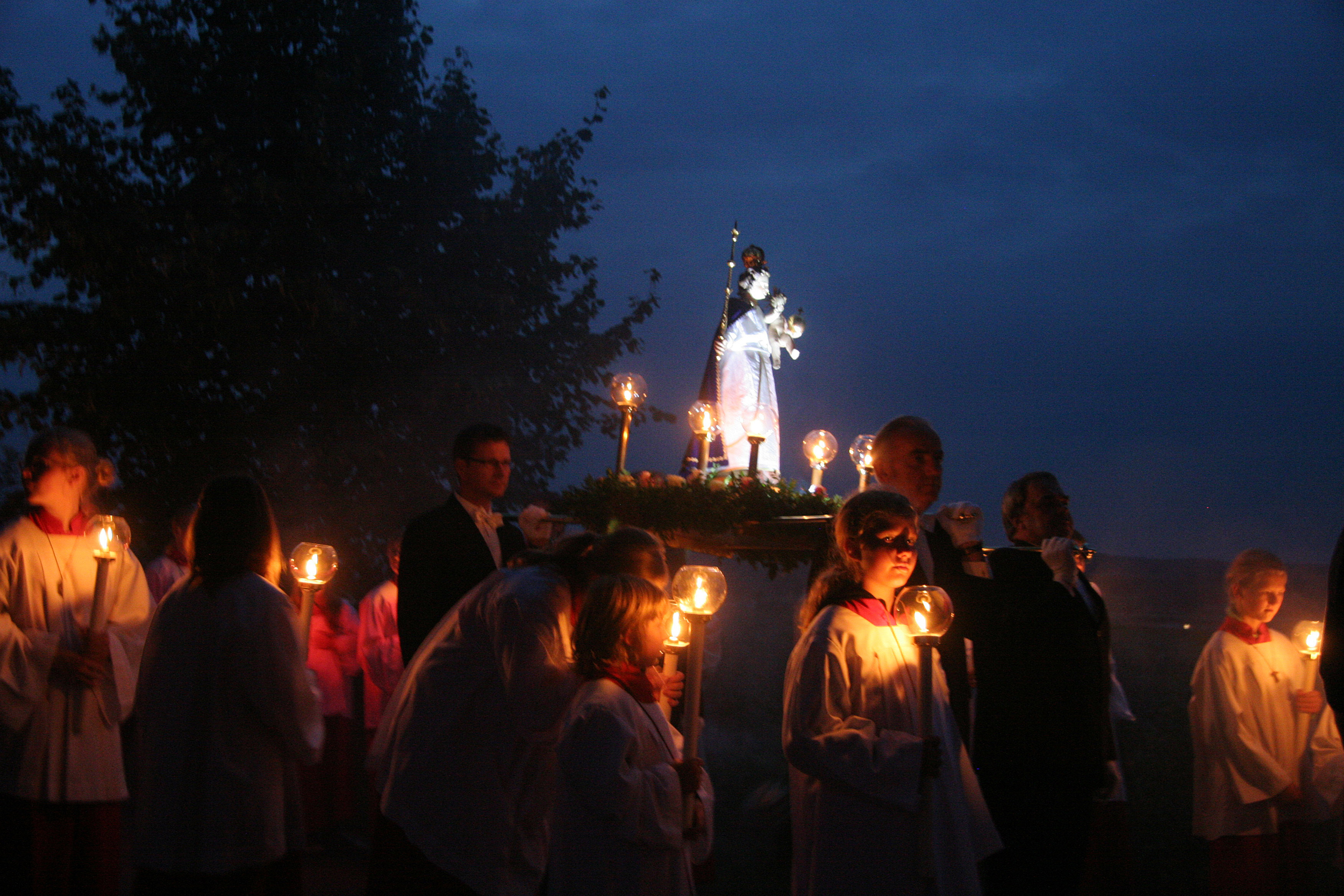
Lichterprozession am 15. August 2013

Der etwa 1,8 Kilometer nördlich von Wollbrandshausen gelegene Höherberg ist 242 Meter hoch. Seine freie Lage mit Sicht nach allen Seiten macht ihn zu einem Aussichtspunkt in der Region. Die zuverlässige Auskunft über die Entstehungsgeschichte der Wallfahrtskapelle auf dem Höherberg gibt der Bericht des Wollbrandshäuser Pfarrers August Vocke vom 7. August 1855 an den Hildesheimer Bischof Eduard Jakob Wedekin wieder. Nachzulesen ist dieser in der Chronik Die Wallfahrtskapelle auf dem Höherberg 1856–2006 herausgegeben von der Kirchengemeinde Wollbrandshausen. Die ausführliche Darstellung August Vockes zur Vorgeschichte der Wallfahrtskapelle widerlegt eindeutig die oft geäußerte Meinung, der Bau sei auf ein von Vocke abgelegtes Gelübde zurückzuführen, wenn ihn die Cholera verschone, wolle er auf dem Höherberg eine Kapelle zu bauen. Am 21. Juni 1856 wurde sie durch Bischof Wedekin geweiht, und von 1901 bis 1902 erweitert.
Am 1. Mai eines jeden Jahres findet die Eröffnung der Wallfahrtssaison auf dem Höherberg unter Beteiligung des Männergesangverein St. Joseph Wollbrandshausen statt. Weitere Veranstaltungen sind die Kleine und Große Wallfahrt, Pferdewallfahrt sowie die Lichterprozession zum Fest Mariä Himmelfahrt.

### Wollbrandshäuser Fastnacht von 1890
Eine Besonderheit von Wollbrandshausen ist die Fastnachtstradition. Die Fastnacht ist im Jahresverlauf die größte Veranstaltung des Ortes. Im Gegensatz zu anderen Fastnachtstraditionen gibt es kein Prinzenpaar und auch keine Prinzengarde. Hauptakteure sind der Gerichtshof und die Ärztekommission. Am Samstag vor Rosenmontag beginnen die Feierlichkeiten mit dem Büttenabend, an dem neben diverser Reden, Tänze und sonstige Vorführungen dargeboten werden. Der Fastnachtsumzug durch den Ort findet unter Teilnahme der örtlichen Vereine am nachfolgenden Sonntag statt. Der Rosenmontag ist der eigentliche Höhepunkt der Veranstaltung. Der Tag beginnt mit dem „Stümpelessen“ (deftiges Frühstück). Am Nachmittag findet dann durch den Gerichtshof das symbolische „Rasieren“ der „Piepgössel“ (junge Dorfbewohner meist im Alter von 16 Jahren) statt, die durch diesen Brauch in das Erwachsenenleben eintreten. Die jungen Mädchen werden von der Ärztekommission „untersucht“. Seit einigen Jahren findet am Abend des Rosenmontags ein Preismaskenball statt. Dienstag früh ziehen Gerichtshof und Ärztekommission mit den „Piepgösseln“ erneut durch den Ort, um Wurst und Eier zu sammeln (vgl. Heischebrauch). Am Abend findet dann gemeinsam mit den Dorfbewohnern das traditionelle Wurstessen statt, bei dem die am Vormittag eingesammelten Wurstspenden verköstigt werden. Am Mittwochabend klingt die Wollbrandshäuser Fastnacht mit dem Heringsessen aus.

### Weitere regelmäßige Veranstaltungen
Ein weiterer Höhepunkt des Jahres bildet das Theaterstück der Laienspielgruppe des Männergesangsvereins St.Joseph. Seit über 100 Jahren wird immer am zweiten Weihnachtstag eines jeden Jahres ein anderes Theaterstück aufgeführt. Anfang Januar, meist um den Dreikönigstag herum, wird diese Vorstellung wiederholt.
Weitere Veranstaltungen sind das Schützenfest, Wandertage, Vereinsbälle und die Sportwoche. Regelmäßige Veranstaltungen der örtlichen Kirchengemeinde sind die Umzüge durch den Ort an Fronleichnam sowie zum St.-Martins-Tag.

### Naturdenkmäler
Das bedeutendste Naturdenkmal des Ortes, die Friedensesche, befindet sich am südlichen Ortseingang gegenüber dem Dorfgemeinschaftshaus. Diese wurde 1871 gepflanzt und erinnert an das Ende des Deutsch-Französischen Krieges 1870/71. Der Baum hat inzwischen eine Höhe von 20 Metern und einen Stammdurchmesser von 1,10 Metern. Als Teil des Straßenkörpers der Kreisstraße 117 nach Seeburg, an welcher der Baum unmittelbar steht, befindet sich dieser im Eigentum des Landkreises Göttingen. Bis zum Jahr 2014 war die Esche offiziell als Naturdenkmal ausgewiesen. Da eine Begutachtung der Unteren Naturschutzbehörde ergab, dass der Baum aufgrund seines Alters nunmehr nicht mehr dauerhaft lebensfähig sei, wurde er aus der Liste der Naturdenkmale herausgenommen.
Die einzigen weiteren Naturdenkmale in Wollbrandshausen sind zwei Linden, die einen ebenfalls am südlichen Ortseingang stehenden Bildstock flankieren.

## Wirtschaft und Infrastruktur

### Verkehr
Wollbrandshausen liegt direkt an der Bundesstraße 27, die von Göttingen nach Herzberg am Harz führt, und ist mit der Kreisstraße 114 an die Bundesstraße 446, Nörten-Hardenberg nach Duderstadt, an das Straßennetz angebunden. Durch eine Buslinie des Verkehrsverbund Süd-Niedersachsen besteht in Wollbrandshausen eine Anbindung an die Städte Göttingen und Duderstadt.

### Vereinsleben
In Wollbrandshausen gibt es folgende Vereine bzw. Institutionen:
- Geselliger Schützenverein Wollbrandshausen von 1978 e. V.
- Männergesangverein St. Joseph
- Frauengemeinschaft
- Sport-Club Wollbrandshausen e. V. 1929
- Freiwillige Feuerwehr Wollbrandshausen (mit Jugendfeuerwehr)
- Fastnachtsverein Wollbrandshausen seit 1890 e. V.

### Öffentliche Einrichtungen
- Dorfgemeinschaftshaus mit Gemeindebüro

### Bioenergiedorf
Zusammen mit der Nachbargemeinde Krebeck ist Wollbrandshausen Bioenergiedorf und betreibt mit der Bioenergie Wollbrandshausen-Krebeck eG eine Biogasanlage, gelegen zwischen beiden Orten an der Bundesstraße 27. Dieses Projekt geht auf eine Initiative des Landkreises Göttingen zurück und folgt dem Beispiel des Ortes Jühnde (ebenfalls im Landkreis Göttingen) zur Nutzung regenerativer Energien.

## Persönlichkeiten
- Willi Czajka (1898–1987), Geograph, starb in Wollbrandshausen
- Hinrich Buß (1937–2007), Theologe, starb in Wollbrandshausen
- Yannik Engelhardt (* 2001), Fußballspieler, stammt aus Wollbrandshausen